# Basílides, Cirino, Nabor y Nazario
Basílides, Cirino, Nabor y Nazario son santos de la iglesia católica que se veneran en conjunto. Son mencionados en el martirologio de Beda y ediciones anteriores del martirologio romano como cuatro mártires romanos que sufrieron la muerte bajo el gobierno de Diocleciano. Según la tradición, eran soldados romanos que fueron encarcelados por orden del prefecto Aurelio durante la persecución de Diocleciano y Maximiano (303-311), flagelados con escorpiones y decapitados, para luego ser enterrados a un costado de la Vía Aurelia.   Según actas poco confiables, eran soldados del ejército de Majencio. Aunque esta historia está considerada desde el Concilio Vaticano II como ficticia y en realidad se trata de una combinación, creada por la tradición, de cuatro personas no relacionadas entre sí.
Se cree que sus nombres fueron tomados del Martyrologium Hieronymianum, ya que en el manuscrito de Berna hay un fragmento que dice: «Romæ, via Aurelia miliario V, Basiledis, Tribuli, Nagesi, Magdaletis, Zabini, Aureli, Cirini, Nabori, Nazari, Donatellæ, Secundæ». El segundo nombre de la lista, Tribuli, parece ser un derivado de Trípoli, que, al igual que los nombres que le siguen, sugiere un origen africano. El grupo de los tres santos supuestamente romanos, Cirino, Nabor y Nazario, a los que se añadió más tarde Basílides, tienen su forma especial de invocación en el canon de la misa en el Sacramentarium Gelasianum.
En el calendario tridentino los cuatro tienen una conmemoración conjunta el 12 de junio, pero esta fue eliminada del calendario romano general en 1969, tras el Concilio Vaticano II. La celebración del 12 de junio fue en realidad una combinación de diferentes conmemoraciones en un mismo día: Basílides es probablemente el mismo que se conmemora el 10 de junio, un mártir que falleció a finales de siglo III; Cirino es una corrupción de Quirino, cuya celebración es el 4 de junio, y Nabor y Nazario son dos mártires milaneses de quienes no se sabe mucho.
En 756, Crodegango de Metz obtuvo las reliquias de varios mártires de Roma. Llevó las de Nazario a la abadía de Lorsch en la diócesis de Worms y los de Nabor a la de Saint Avol en la diócesis de Metz.